# Bolsa de Valores Bahia Sergipe Alagoas
A Bolsa de Valores Bahia Sergipe Alagoas (BOVESBA ou BVBSA), ou simplesmente Bolsa da Bahia como é mais conhecida, é uma associação sem fins lucrativos e de interesse público, que participou do Convênio de Integração e Parcerias firmado em 28 de janeiro de 2000 entre as bolsas de valores brasileiras existentes, pelo qual a Bolsa de Valores de São Paulo (Bovespa) passou a ser a única bolsa brasileira a negociar ações. A Bolsa da Bahia, desde então, atua como bolsa de fomento, desenvolvendo atividades que visam promover e popularizar o mercado de capitais. Como bolsa de valores, encontra-se desativada desde o fim da década de 1990.
É associada à Comissão Nacional de Bolsas (CNB), entidade representativa do setor no país.

## História
Em 1817, na cidade de Salvador é inaugurada a primeira bolsa de valores no Brasil, no entanto, somente em julho de 1851, com o Decreto Imperial n. 807, seria criada a Junta dos Corretores da Bahia. Esse decreto instituiu também o seu regimento, baseando-se no regimento da Junta dos Corretores do Rio de Janeiro, que, por sua vez, foi criada no dia anterior, pelo decreto imperial n.º 806. Essa junta de corretores foi o embrião da atual Bovesba.
Em 1924, o governo do estado da Bahia criou a Bolsa de Mercadorias da Bahia, a qual reunia os corretores de mercadorias. Mais tarde, por meio do Decreto 11.598, de 28 de fevereiro de 1940, o governo estadual criou a Bolsa de Valores da Bahia, que, juntamente com a de Mercadorias, ganhou a denominação de Bolsa de Mercadorias e Valores da Bahia. E em 27 de novembro de 1953, o mesmo governo estadual desmembrou as duas bolsas, criando a Bolsa Oficial de Valores da Bahia.
No fim do século XX, a bolsa baiana passou por processos de fusão. Em 28 de dezembro de 1978 foi realizada a fusão a bolsa de Alagoas, criando a Bolsa de Valores Bahia-Alagoas; e, em 27 de novembro de 1980, a Bolsa de Valores da Bahia-Alagoas fundiu-se com a Bolsa de Valores de Sergipe, criando a Bolsa de Valores Bahia-Sergipe-Alagoas.
O Convênio de Integração e Parcerias, firmado em 28 de janeiro de 2000 entre bolsas brasileiras (incluindo a BOVESBA), estabeleceu que a Bolsa de Valores de São Paulo passasse a ser a única bolsa brasileira a negociar ações, enquanto as demais instituições passaram a atuar no fomento, desenvolvendo atividades que visam a promover e popularizar o mercado de capitais. Em agosto de 2001, foi realizada a fusão operacional das bolsas de valores, ou seja, as operações diárias que eram realizadas nos pregões das outras bolsas passaram a ser feitas pelas suas sociedades corretoras membros (que passaram, também, a ser membros da então Bolsa de Valores de São Paulo), através do sistema eletrônico de negociação chamado Mega Bolsa.
Entre o fim de 2009 e início de 2010, formalizou-se pedido à Comissão de Valores Mobiliários (CVM) para que a Bolsa da Bahia voltasse a operar. Consultado pelo portal iG, Otavio Yazbek, então presidente em exercício da CVM, informou que a CVM não se opunha à instalação de uma nova bolsa, desde que houvesse "o compromisso das entidades com os valores que a CVM se compromete, como padrões de transparência e de regulação, que em muitos outros países não existem". Nessa mesma entrevista, Yazbek citou como exemplo "a identificação do cliente final pelas corretoras, que é muito importante no combate à lavagem de dinheiro". Em especial, Yazbek chamou atenção ao atendimento à Instrução CVM 461, editada em outubro de 2007, que regulava toda a atividade dos mercados organizados e não organizados de valores mobiliários.